# فرد أبيل
فرد أبيل (بالإنجليزية: Fred Abel)‏ هو لاعب كرة قدم أمريكية أمريكي، ولد في 17 يونيو 1903 في لنكن في الولايات المتحدة، وتوفي في 2 أغسطس 1980 في بورت تاونسند في الولايات المتحدة.

## وصلات خارجية
- فرد أبيل على موقع مرجع كرة القدم المحترفة.كوم (الإنجليزية)
- فرد أبيل على موقع JustSportsStats.com (الإنجليزية)